# Cantón de Longuyon
El cantón de Longuyon era una división administrativa francesa, que estaba situada en el departamento de Meurthe y Mosela y la región de Lorena.

## Composición
El cantón estaba formado por veintitrés comunas:
- Allondrelle-la-Malmaison
- Beuveille
- Charency-Vezin
- Colmey
- Cons-la-Grandville
- Doncourt-lès-Longuyon
- Épiez-sur-Chiers
- Fresnois-la-Montagne
- Grand-Failly
- Han-devant-Pierrepont
- Longuyon
- Montigny-sur-Chiers
- Othe
- Petit-Failly
- Pierrepont
- Saint-Jean-lès-Longuyon
- Saint-Pancré
- Tellancourt
- Ugny
- Villers-la-Chèvre
- Villers-le-Rond
- Villette
- Viviers-sur-Chiers

## Supresión del cantón de Longuyon
En aplicación del Decreto nº 2014-261 de 26 de febrero de 2014, el cantón de Longuyon fue suprimido el 22 de marzo de 2015 y sus 23 comunas pasaron a formar parte del nuevo cantón de Mont-Saint-Martin.